# Zastava M02 Kojot
A Zastava M02 Kojot é uma metralhadora pesada de 12,7 mm produzida pela Zastava Arms. A M02 é muito semelhante à metralhadora NSV e à metralhadora Kord em aparência e capacidade. A M02 pode disparar mais de 700 tiros por minuto e tem um alcance efetivo máximo de 2 000 m contra alvos terrestres e 1 500 m contra alvos aéreos.

## Operadores
- Afeganistão[7]
- Camarões[1]
- Sérvia
- Coalizão Nacional Síria[2]
- Emirados Árabes Unidos: usada pela milícia aliada dos Emirados Árabes Unidos na ofensiva Al Hudaydah[8]
- Artsaque